# Ácido orótico
O ácido orótico, conhecido também pelo nome do seu anião orotato, vitamina B13 ou ácido pirimidinocarboxílico, é uma pirimidina historicamente considerada como uma vitamina, o que já não se verifica atualmente pois descobriu-se que é sintetizada pela flora intestinal. É por vezes utilizada como meio de administração de minerais em suplementos dietéticos (para aumentar a sua biodisponibilidade), em especial para lítio. Intervém no metabolismo do ácido fólico e da vitamina B12. Fontes naturais na dieta incluem tubérculos e soro de leite.
Um excesso de ácido orótico causa a patologia acidúria orótica. A deficiência na enzima ornitina transcarbamilase causa um excesso de fosfato de carbamoílo, que é convertido a orotato e tipicamente detectado na urina.
Benefícios incluem a prevenção de determinados problemas de fígado e envelhecimento precoce e ajuda no tratamento de esclerose múltipla.[carece de fontes?]